# Leslie Vilmos
Gróf Leslie Vilmos (?, 1657 – Ljubljana, 1727. április 4. vagy 1728) rk. püspök.

## Életútja
Édesapja, Leslie Jakab császári tábornok, Eszéket visszafoglalta a töröktől. Vilmos ardeggeri apát volt, akit III. Károly király 1716. április 16-án nevezett ki váci püspökké. Az egyházmegyét Berkes András helynök kormányozta. 1717 végén Vilmos a laibachi püspökségre ment át. Utóda Vácon Althann Mihály Frigyes volt.